# Herbert Noord
Herbert Noord (Amsterdam, 26 juli 1943 – 13 juli 2022) was een Nederlandse hammondorganist, die vanaf eind jaren zestig bekend werd als lid van Soulbrass Inc.

## Biografie
Herbert Noord kreeg pianoles vanaf zijn zesde. Op 10-jarige leeftijd stapte hij over naar een meer populair repertoire en leerde hij de techniek om Stride-Piano te spelen en het gebruik van akkoorden. De eerste schreden in de Nederlandse jazzscene werden als pianist gezet in het Bohemia Quintet, onder leiding van trompettist Wouter Herrebrugh. In deze op Art Blakey’s Jazz Messengers geïnspireerde groep speelde Harry Sparnaay op tenorsax. Naast het pianospelen was er inmiddels een warme belangstelling gegroeid voor het hammondorgel. 
Begin 1967 richtte Noord de groep Soulbrass Inc. op met op tenorsax Hans Dulfer, drummer Rob Kattenburg en bassist Arjen Gorter. Met deze groep aangevuld met baritonsax Henk van Es en de Steve Boston op conga's, werd de lp Live at the Bohemia Jazzclub opgenomen.  In 1973 volgde Five Times Six met de latere VPRO/Boy Edgar Prijswinnaar Allan Laurillard. Five Times Six kreeg in muziekkrant OOR een 4-sterren vermelding. 
In oktober 1979 volgde een tournee met de Amerikaanse tenorsaxofonist Harvey Kaiser. Met John Engels op slagwerk werd Live at De Kroeg uitgebracht. Samen met Harvey werd in augustus 1983 door de staat New York getoerd.
In 1986 ging Noord op tournee met de Amerikaanse gitarist Paul Weeden. Samen met Charlie Green (tp), Fred Leeflang (ts) en drummer Rick Hollander werd Clear Sight opgenomen en in 1987 uitgebracht. Deze lp kreeg een 5-sterrenvermelding in het muziekblad Cadence.
In september 1989 werd Hi-Fi Apartment op het Amerikaans-Engelse label Charly Records uitgebracht. Ook Hi-Fi Apartment werd door de nationale en internationale vakpers goed ontvangen.
Een 'live' concert van Advanced Warning werd in 2000 uitgebracht op het Engelse Blue Room label. Hierna volgden nog de cd's Regroovable en Lemon Juice. Na een optreden in 2004 op het Emmense Jazz- en Bluesfestival en een Duitse tournee besloot Noord het podium voor gezien te houden en alleen nog via YouTube muziekclipjes te publiceren. Noord schreef een boek over zijn belevenissen met het hammondorgel onder de titel Hammonditis.
Herbert Noord overleed op 13 juli 2022 aan een hartinfarct.

## Speelde onder andere in de groepen van
- Joop Scholten
- Herman de Wit
- Henk van Es
- The Blues Bastards

En met bekende musici als Harry Verbeke en Wim Overgaauw. Ook speelde Noord op jazzfestivals en was hij verschillende malen te horen in jazzprogramma's van de Tros "Sesjun", VPRO, AVRO en Radio Stad Amsterdam. Noord speelde tweemaal op het North Sea Jazzfestival. Daarnaast was hij onder andere te horen en te zien in de tv-programma's Geen C te Hoog en Jansen en Co van Leoni Jansen

## Discografie

### Soulbrass Inc
- Live at the Bohemia a.k.a. Soulbrass Inc (1969) Hans Dulfer/Herbert Noord/Steve Boston/ Henk van Es/Rob Kattenburg

### Herbert Noord/Wil van Slogteren 4-tet
- Five Times Six (1975) Allan Laurillard/Herbert Noord/Steve Boston/Wil van Slogteren/Tony van Hall/Kees van Zelst
- Live at The Kroeg (1979) Herbert Noord/Harvey Kaiser/Wil van Slogteren/John Engels

### Herbert Noord Trio
- Warm Bad (1978) Herbert Noord/Henk v.d.Hurk/Robert Meinema
- Clear Sight (1986) Herbert Noord/Paul Weeden/Charlie Green/Fred Leeflang/ Rick Hollander
- Express Delayed (1996) Herbert Noord/Hans Dulfer/John Engels/Joop Scholten
- Be Wild (2005) Herbert Noord/Aad Schackmann/William Hogenbirk

### Advanced Warning
- HiFi Apartment (1989) Tommy D. Jones/Paul Weeden/Roberto Halifi/Rinus Groeneveld/Herbert Noord/Pierre van der Linden
- Nothing to be Afraid Of (1991) John C. Marshall/Rinus Groeneveld/Walther de Graaf/Jeroen de Rijk/Herbert Noord/Pierre van der Linden
- Watch Out for the Jazzpolice (1993) John C. Marshall/Paul Weeden/Rinus Groeneveld/Herbert Noord/ Pierre van der Linden
- Cut the Crap (1995) John C. Marshall/Benjamin Herman/Rinus Groeneveld/Herbert Noord/Pierre van der Linden
- Explosion Extra Ordinaire (2000) Rinus Groeneveld/Herbert Noord/Pierre van der Linden
- Regroovable (2004) Rinus Groeneveld/Herbert Noord/Pierre van der Linden
- Hot House (2004) Walther de Graaff/Rinus Groeneveld/Herbert Noord/Pierre van der Linden/Jeroen de Rijk
- Live at the Amsterdam Blues Festival (2004) John C. Marshall/Walther de Graaff/Rinus Groeneveld/Herbert Noord/Pierre van der Linden
- Lemon Juice (2005) Rinus Groeneveld/Herbert Noord/Axe Noordanus/Brenda van Kampen/Pierre van der Linden